# Arouna Sangante
Arouna Sangante (Mbao, Senegal, 12 de abril de 2002) es un futbolista senegalés que juega de defensa en el Le Havre A. C. de la Ligue 1.

## Trayectoria
Jugó en el Cosmos y en el Red Star F. C., antes de fichar por el Le Havre A. C. en 2017.
Debutó en la Ligue 2 con el Le Havre el 15 de mayo de 2021, como titular en el partido contra el E. S. Troyes A. C.

## Estadísticas

### Clubes
Actualizado al último partido disputado el 2 de junio de 2023.
| Club                      | Div.          | Temporada     | Liga  | Liga  | Copas nacionales | Copas nacionales | Copas internacionales | Copas internacionales | Total | Total |
| Club                      | Div.          | Temporada     | Part. | Goles | Part.            | Goles            | Part.                 | Goles                 | Part. | Goles |
| ------------------------- | ------------- | ------------- | ----- | ----- | ---------------- | ---------------- | --------------------- | --------------------- | ----- | ----- |
| Le Havre A. C. II Francia | 4.ª           | 2018-19       | 16    | 0     | ―                | ―                | ―                     | ―                     | 16    | 0     |
| Le Havre A. C. II Francia | 5.ª           | 2019-20       | 8     | 0     | ―                | ―                | ―                     | ―                     | 8     | 0     |
| Le Havre A. C. II Francia | 5.ª           | 2020-21       | 4     | 0     | ―                | ―                | ―                     | ―                     | 4     | 0     |
| Le Havre A. C. II Francia | Total club    | Total club    | 28    | 0     | 0                | 0                | 0                     | 0                     | 28    | 0     |
| Le Havre A. C. Francia    | 2.ª           | 2020-21       | 1     | 0     | 1                | 0                | ―                     | ―                     | 2     | 0     |
| Le Havre A. C. Francia    | 2.ª           | 2021-22       | 32    | 1     | 2                | 0                | ―                     | ―                     | 34    | 1     |
| Le Havre A. C. Francia    | 2.ª           | 2022-23       | 35    | 3     | 0                | 0                | ―                     | ―                     | 35    | 3     |
| Le Havre A. C. Francia    | Total club    | Total club    | 68    | 4     | 3                | 0                | 0                     | 0                     | 71    | 4     |
| Total carrera             | Total carrera | Total carrera | 96    | 4     | 3                | 0                | 0                     | 0                     | 99    | 4     |